# Maria Giuseppina d'Asburgo-Lorena
Maria Giuseppina Gabriella Giovanna Antonia Anna d'Asburgo-Lorena, arciduchessa d'Austria (Vienna, 19 marzo 1751 – Vienna, 15 ottobre 1767), era la dodicesima figlia - la nona femmina - di Maria Teresa d'Asburgo, regina di Boemia e d'Ungheria, e di Francesco I di Lorena, imperatore del Sacro Romano Impero.

## Biografia

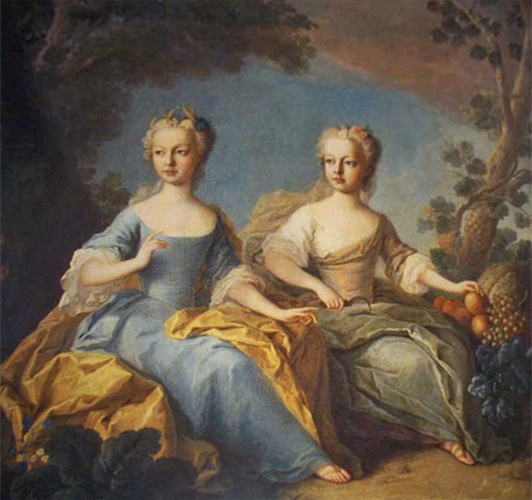
Due arciduchesse d'Austria in vesti auliche: Maria Giuseppina (a sinistra) e Maria Antonietta (a destra), oppure Giovanna Gabriella (a sinistra) e Maria Giuseppina (a destra). Dipinto di Pierre Benevault, 1759.

### Infanzia
L'arciduchessa Maria Giuseppina crebbe a stretto contatto con la sorella Giovanna Gabriella, maggiore di lei di un solo anno. Erano legatissime e condividevano la stessa stanza. Giovanna fu fidanzata a Ferdinando IV di Napoli, figlio di Carlo III di Spagna, ma morì di vaiolo a soli dodici anni, nel 1762 e fu a lungo pianta dalla sorella Giuseppina. Pochi anni dopo, nel 1765, morì anche il padre Francesco Stefano.
Maria Giuseppina, crescendo, divenne una splendida adolescente - «deliziosamente bella, docile di natura» - e fu la prediletta del fratello, l'imperatore Giuseppe II. 
Dopo la morte della cognata Isabella di Borbone-Parma, Maria Giuseppina divenne la donna più importante a corte dopo sua madre, sua nipote Maria Teresa e sua sorella l'arciduchessa Maria Amalia. Perse quella posizione nel maggio 1767 quando suo fratello maggiore, l'arciduca erede Giuseppe si sposò con Maria Giuseppa di Baviera.

### Fidanzamento
L'imperatrice Maria Teresa voleva far sposare la sua quarta figlia maggiore sopravvissuta, Maria Amalia, con Ferdinando I delle Due Sicilie per ragioni politiche. Tuttavia, dopo che il padre di Ferdinando, Carlo III di Spagna annuncia che la differenza di età di cinque anni tra la sposa e lo sposo era troppo grande, Maria Giuseppina, come figlia maggiore successiva, fu lasciata come candidata ovvia per la mano di Ferdinando. 
Nel 1767 Maria Giuseppina fu ufficialmente fidanzata a Ferdinando IV e a ottobre ricevette un ritratto del fidanzato, decorato con diamanti, apprestandosi a partire per il regno partenopeo.

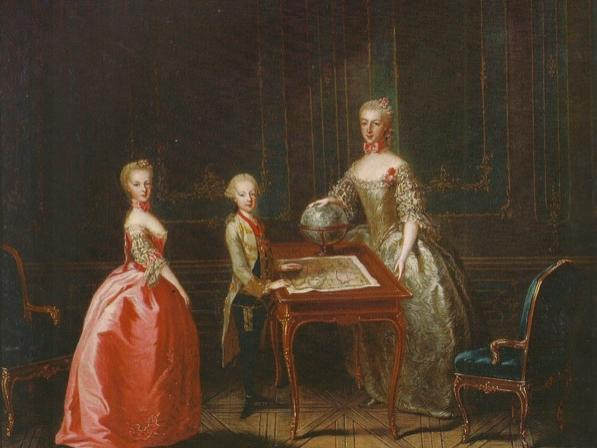
Maria Giuseppina (in rosso) con i fratelli Ferdinando e Maria Amalia, ritratto del 1763 di Martin van Meytens.

Maria Teresa, consapevole del fatto che il futuro genero era estremamente indisciplinato, affidò il compito di educare Maria Giuseppina ai suoi futuri doveri di regina alla contessa Trauttmansdorff, cui scrisse:

### Morte
Pochi mesi prima, a maggio, era morta di vaiolo la moglie di Giuseppe, Maria Giuseppa di Baviera, e l'imperatrice Maria Teresa stessa si era ammalata, riuscendo tuttavia a sopravvivere. Poco prima che Maria Giuseppina partisse per il lungo viaggio verso Napoli, Maria Teresa la portò con sé nella Cripta Imperiale a pregare per la defunta cognata. Tuttavia la tomba della moglie di Giuseppe non era stata ben sigillata: durante i festeggiamenti a Vienna per le imminenti nozze, Maria Giuseppina si ammalò di vaiolo. Spirò dopo dieci giorni, il 15 ottobre.
In seguito Maria Antonietta, la futura regina di Francia, ricordò che in quel periodo la sorella maggiore Giuseppina, triste e malinconica, la prendeva in braccio e le diceva, quasi con premonizione, che l'avrebbe lasciata per sempre, non per il regno di Napoli, ma per la tomba di famiglia.
In conseguenza della morte di Maria Giuseppina, Ferdinando IV fu fidanzato nuovamente con un'altra delle sorelle, Maria Carolina, che sposò e da cui ebbe diciotto figli.

## Ascendenza
|                                               |                      |                                       | Genitori                                                     |  |  | Nonni |  |  | Bisnonni          |  |  | Trisnonni           |  |
|                                               |                      |                                       |                                                              |  |  |       |  |  | Carlo V di Lorena |  |  | Nicola II di Lorena |  |
|                                               |                      |                                       |                                                              |  |  |       |  |  | Carlo V di Lorena |  |  | Nicola II di Lorena |  |
|                                               |                      | Claudia Francesca di Lorena           |                                                              |  |  |       |  |  | Carlo V di Lorena |  |  |                     |  |
| Leopoldo di Lorena                            |                      |                                       |                                                              |  |  |       |  |  | Carlo V di Lorena |  |  |                     |  |
|                                               |                      | Eleonora Maria Giuseppina d'Austria   | Ferdinando III d'Asburgo                                     |  |  |       |  |  |                   |  |  |                     |  |
|                                               |                      | Eleonora Maria Giuseppina d'Austria   | Ferdinando III d'Asburgo                                     |  |  |       |  |  |                   |  |  |                     |  |
|                                               |                      | Eleonora Maria Giuseppina d'Austria   | Eleonora Gonzaga-Nevers                                      |  |  |       |  |  |                   |  |  |                     |  |
| Francesco Stefano di Lorena                   |                      | Eleonora Maria Giuseppina d'Austria   |                                                              |  |  |       |  |  |                   |  |  |                     |  |
|                                               |                      | Filippo I di Borbone-Orléans          | Luigi XIII di Francia                                        |  |  |       |  |  |                   |  |  |                     |  |
|                                               |                      | Filippo I di Borbone-Orléans          | Luigi XIII di Francia                                        |  |  |       |  |  |                   |  |  |                     |  |
|                                               |                      | Filippo I di Borbone-Orléans          | Anna d'Austria                                               |  |  |       |  |  |                   |  |  |                     |  |
| Elisabetta Carlotta di Borbone-Orléans        |                      | Filippo I di Borbone-Orléans          |                                                              |  |  |       |  |  |                   |  |  |                     |  |
|                                               |                      | Elisabetta Carlotta di Baviera        | Carlo I Luigi del Palatinato                                 |  |  |       |  |  |                   |  |  |                     |  |
|                                               |                      | Elisabetta Carlotta di Baviera        | Carlo I Luigi del Palatinato                                 |  |  |       |  |  |                   |  |  |                     |  |
|                                               |                      | Elisabetta Carlotta di Baviera        | Carlotta d'Assia-Kassel                                      |  |  |       |  |  |                   |  |  |                     |  |
| Maria Giuseppina                              |                      | Elisabetta Carlotta di Baviera        |                                                              |  |  |       |  |  |                   |  |  |                     |  |
|                                               | Leopoldo I d'Asburgo | Ferdinando III d'Asburgo              |                                                              |  |  |       |  |  |                   |  |  |                     |  |
|                                               | Leopoldo I d'Asburgo | Ferdinando III d'Asburgo              |                                                              |  |  |       |  |  |                   |  |  |                     |  |
|                                               | Leopoldo I d'Asburgo | Maria Anna di Spagna                  |                                                              |  |  |       |  |  |                   |  |  |                     |  |
| Carlo VI d'Asburgo                            | Leopoldo I d'Asburgo |                                       |                                                              |  |  |       |  |  |                   |  |  |                     |  |
|                                               |                      | Eleonora del Palatinato-Neuburg       | Filippo Guglielmo del Palatinato                             |  |  |       |  |  |                   |  |  |                     |  |
|                                               |                      | Eleonora del Palatinato-Neuburg       | Filippo Guglielmo del Palatinato                             |  |  |       |  |  |                   |  |  |                     |  |
|                                               |                      | Eleonora del Palatinato-Neuburg       | Elisabetta Amalia d'Assia-Darmstadt                          |  |  |       |  |  |                   |  |  |                     |  |
| Maria Teresa d'Austria                        |                      | Eleonora del Palatinato-Neuburg       |                                                              |  |  |       |  |  |                   |  |  |                     |  |
|                                               |                      | Luigi Rodolfo di Brunswick-Lüneburg   | Antonio Ulrico di Brunswick-Lüneburg                         |  |  |       |  |  |                   |  |  |                     |  |
|                                               |                      | Luigi Rodolfo di Brunswick-Lüneburg   | Antonio Ulrico di Brunswick-Lüneburg                         |  |  |       |  |  |                   |  |  |                     |  |
|                                               |                      | Luigi Rodolfo di Brunswick-Lüneburg   | Elisabetta Giuliana di Schleswig-Holstein-Sonderburg-Norburg |  |  |       |  |  |                   |  |  |                     |  |
| Elisabetta Cristina di Brunswick-Wolfenbüttel |                      | Luigi Rodolfo di Brunswick-Lüneburg   |                                                              |  |  |       |  |  |                   |  |  |                     |  |
|                                               |                      | Cristina Luisa di Oettingen-Oettingen | Alberto Ernesto I di Oettingen-Oettingen                     |  |  |       |  |  |                   |  |  |                     |  |
|                                               |                      | Cristina Luisa di Oettingen-Oettingen | Alberto Ernesto I di Oettingen-Oettingen                     |  |  |       |  |  |                   |  |  |                     |  |
|                                               |                      | Cristina Luisa di Oettingen-Oettingen | Cristina Federica di Württemberg                             |  |  |       |  |  |                   |  |  |                     |  |
|                                               |                      | Cristina Luisa di Oettingen-Oettingen |                                                              |  |  |       |  |  |                   |  |  |                     |  |